# فيل لويس (لاعب كريكت)
فيل لويس (4 أكتوبر 1981 في المملكة المتحدة - ) (بالإنجليزية: Phil Lewis)‏ هو لاعب كريكت بريطاني. لعب مع Dorset County Cricket Club ‏ وLoughborough MCC University ‏.

## وصلات خارجية
- فيل لويس على موقع إي آس بي آن كريك إنفو (الإنجليزية)